# 2022년 aespa 성희롱 사건
2022년 aespa 성희롱 사건은 2022년 5월 2일 발생한 대한민국의 성희롱 사건이다. 서울특별시 종로구 경복고등학교에서 불상의 남성들이 aespa를 성희롱하고 무대에서 난동을 부렸다고 보는 사건이다.

## 경과
2022년 경복고등학교는 개교 101주년을 맞았고 이를 기념하는 행사가 2022년 5월 2일 있었다. 경복고등학교를 졸업한 이수만의 영향으로 초대가수 aespa가 이 행사에서 공연할 때 경호원의 제지가 없자 학생들은 aespa를 둘러싸기도 하고 소셜 네트워크 서비스에 "만지는 거 빼고는 다했다", "몸매 X된다" 등이라고 기록하는 등 aespa를 성희롱했다.
2022년 5월 12일 경복고등학교 생활교육위원회는 소셜 네트워크 서비스에 성희롱 발언을 했던 1명의 학생을 '학칙 준법 위반'으로 징계했다. 서울특별시교육청은 5월 27일 경복고등학교 학생을 대상으로 성인지 감수성 교육을 진행했다.

## 의혹
경복고등학교 교사가 학생들에게 "만지면 신고당한다"라고 말했다는 의혹이 제기되었다.

### 해소된 의혹
- 경복고등학교 학생들이 aespa의 사진을 찍으려고 스마트폰을 무리하게 가져다 대자 닝닝이 막았다.[5] → 닝닝이 직접 사진을 찍을 수 있게 허락한 2명이 있다.[6]
- 경복고등학교 학생들이 아닌 외부인이 경복고등학교에 의해 행사 출입을 금지당하자 경복고등학교를 모해하기 위해 날조했다.[7] → 최소 1명은 경복고등학교 재학생이고 최소 1명은 경복고등학교 졸업생이다.[8]
- 경복고등학교 학생이 aespa를 만진 사진이 있다.[9] → aespa 멤버가 다른 멤버를 손으로 감싼 사진이다.[10]

## 반응
이한 활동가는 "또래 집단에서 '남성성 과시'의 일환으로 벌어지는 '성적 대상화'의 문제가 벌어졌다. 자연스러운 욕망이 표현되거나 누군가에게 가닿을 때는 '폭력적으로' 느껴질 수 있다는 것을 학생들이 인식해야 한다. 또 디지털 성폭력을 교육해야 한다."라고 말했다. 장민지 교수는 "소셜 네트워크 서비스 사용으로 인해 연예인과 관객들의 거리감이 줄어들고 사적인 정보도 많이 알 수 있게 되었다. 그것을 실질적인 친밀성으로 생각하면서 '연예인 인권'의 문제도 심각해졌다."라고 했다.
위근우 평론가는 이 사건을 심층적으로 보면 잘나가는 동문이 여성 가수를 남자 고등학교에 '선물'처럼 동원함으로써 노래하고 춤추는 공연 주체인 aespa를 '선물'로 대상화하는 것이라고 비판했다. 장다혜 한국형사법무정책연구원 연구위원은 이 사건이 소셜 네트워크 서비스에 복수의 게시글이 게시된 것으로 성립되었다는 의미에서 여성을 왜곡된 방식으로 성적 대상화하는 또래 문화를 보여준다고 평가했다.